# Tel Abbas el Gharby
Tel Abbas el Gharby è un centro abitato e comune (municipalité) del Libano situato nel distretto di Akkar, governatorato di Akkar.